# Paul Höffer
Paul Höffer (* 21. Dezember 1895 in Barmen; † 31. August 1949 in Berlin) war ein deutscher Komponist.

## Leben
Er studierte zunächst bei Walter Georgii, Franz Bölsche, und Hermann Abendroth an der Kölner Musikhochschule. Nach einer Unterbrechung durch den Ersten Weltkrieg setzte er sein Studium ab 1920 an der Musikhochschule Berlin bei Franz Schreker fort. Ab 1923 unterrichtete er dort selbst Klavier. Von 1930 an unterrichtete der zudem Komposition und Musiktheorie. 1933 wurde er zum Professor ernannt.
Obwohl er 1935 von der NS-Kulturgemeinde auf die Liste der „Musik-Bolschewisten“ gesetzt wurde, erhielt er bei den Olympischen Sommerspielen 1936 in Berlin die Goldmedaille für sein Chorwerk „Olympischer Schwur“. Während ihn das Amt Rosenberg als „atonalen Komponisten“ bezeichnete, wurde Höffer weiterhin von Goebbels protegiert und erhielt 1939 5.000 Mark für die Auftragskomposition eines Orchesterwerks. 1944 schrieb er im Auftrag der Goebbels unterstellten Reichsstelle für Musikbearbeitungen das Oratorium Mysterium der Liebe. In der Endphase des Zweiten Weltkriegs nahm ihn Hitler im August 1944 in die Gottbegnadeten-Liste der wichtigsten Komponisten auf, was ihn vor einem Kriegseinsatz bewahrte.

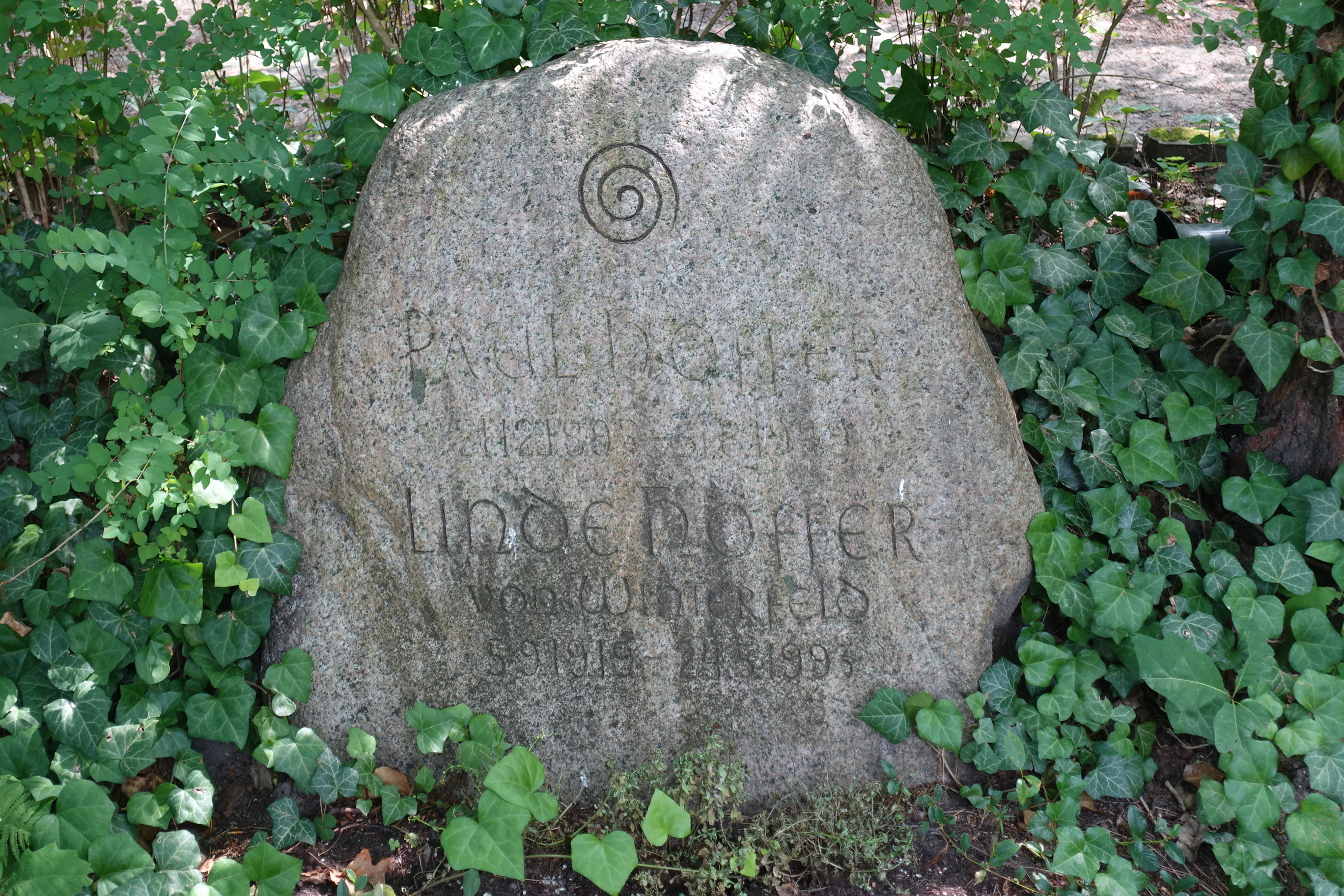
Grab von Paul Höffer auf dem Friedhof Heerstraße in Berlin-Westend

1945 wurde Höffer Direktor des Internationalen Musikinstituts Berlin, an dem u. a. Sergiu Celibidache unterrichtete. 1948 wurde Höffer Direktor der Musikhochschule Berlin.
Paul Höffer starb Ende August 1949 im Alter von 53 Jahren in Berlin. Sein Grab befindet sich auf dem landeseigenen Friedhof Heerstraße in Berlin-Westend (Grablage: II-W12-245). Neben ihm ruht seine dritte Ehefrau Linde geb. von Winterfeld (1919–1993).
Eine Gedenktafel am Olympiastadion Berlin erinnert an ihn.

## Kompositionen (Auszug)
- 1930:
  - Partita für 2 Streichorchester
  - Das schwarze Schaf, Spiel für Kinder
  - Matrosenspiel, Spiel für Kinder
  - Johann, der muntere Seifensieder, Spiel für Kinder
- 1931:
  - Borgia, Oper (Ungedruckt)
  - Kantate: „Es ist mir leid um dich“ (ungedruckt)
- 1932:
  - Kantate „Ich selbst muß Sonne sein“
  - Kinderlieder „Wir singen heute“
  - Kleine Kammermusik für Elektrische Instrumente (Ungedruckt)
  - Sinfonische Musik für Orchester (Ungedruckt)
  - Weihnachtskantate
- 1933:
  - „Der falsche Waldemar“, Oper
- 1934:
  - Abendmusik für Streichinstrumente
  - 4 Terzette für Frauenstimmen und Instrumente (ungedruckt)
- 1935:
  - Jugendmusik; „Musik der Bewegungen“
  - 8 Mädchenlieder
  - Hörspielmusiken zur „Coriolan. Hamsun“, „Faust I“
  - Klaviermusik nach Volksliedern
  - Flötenmusik mit Klavier
  - Serenade; „Innsbruck, ich muß dich lassen“
- 1936:
  - Olympischer Schwur, für Gesang-Solisten, Chor und Orchester
  - 100 Spielstücke zu deutschen Volksliedern
  - 3 Volkstänze für Orchester
  - Altdeustche Suite, für Orchester
- 1937:
  - Kantate; „Und setzet ih nicht das Leben ein“
  - Chöre und Chorbearbeitungen
  - Tanzvariationen für Klavier
  - Sinfonie der großen Stadt
- 1938:
  - Oratorium; „Der reiche Tag“
- 1939:
  - Klavierkonzert
  - Streichquartett
- 1940:
  - Oratorium; „Vom Edlen Leben“ für Altsolo, Männerchor und Orchester
- 1941:
  - Sinfonische Variationen über ein Maß von Bach, für Orchester
- 1942:
  - Oratorium; „Mysterium Liebe“ Solo, Chor und Orchester
- 1944:
  - Serenade für Streichorchester (ungedruckt)
- 1949:
  - „Die Letzte Stunde“, für solo, Chor und Orchester (Unvollendet)